# イザベル・ダラゴン
イザベル・ダラゴン（Isabelle d'Aragon, 1248年 - 1271年1月28日）は、フランス王フィリップ3世の王妃。父はアラゴン王ハイメ1世、母はその2番目の妃でハンガリー王アンドラーシュ2世の娘ビオランテ。

## 生涯
1262年にクレルモン（現クレルモン＝フェラン）で、当時ルイ9世の王太子であったフィリップと結婚した。2人の間には4男が生まれた（他に1男を死産）。
- ルイ（1265年 - 1276年）
- フィリップ4世（1268年 - 1314年） - フランス王
- ロベール（1269年 - 1271年）
- シャルル（1270年 - 1325年） - ヴァロワ伯。ヴァロワ家の祖。
- 男子（1271年、死産）

1270年に夫フィリップの即位により王妃となったが、翌1271年に第8回十字軍の帰途、コゼンツァで落馬事故のため5人目の子を死産して間もなく死去し、同年8月の戴冠式に臨むことはなかった。遺体はサン＝ドニ大聖堂に葬られた。